# オールナイトニッポン月イチ
『オールナイトニッポン月イチ』（オールナイトニッポンつきイチ）は、ニッポン放送のラジオ放送枠でオールナイトニッポンシリーズのひとつ。

## 概説
2013年2月24日3時 - 4時（23日深夜）に『たけし みゆき 千春も登場! 伝説のパーソナリティが今を語る オールナイトニッポン45時間スペシャル』の中で、『中島みゆきのオールナイトニッポン』が放送され、その中で、中島が重大発表で『オールナイトニッポン月イチ』の開始を発表した。そして、2013年4月改編で『中島みゆきのオールナイトニッポン月イチ』が始まった。開始当初は関東ローカルでの放送となったが、徐々にネット局を増やしていった。
その後、2018年9月をもって、『中島みゆきのオールナイトニッポン月イチ』が放送を終了し、その後、6か月の空白を経て、2019年4月改編で『高嶋ひでたけのオールナイトニッポン月イチ』が始まった。しかし、ネット局は無く、関東ローカルの放送となった。

## 放送時間
- 月曜 3:00-5:00（日曜日深夜）